# Curt Hasenpflug
Curt Hasenpflug (Cannstadt, 23 mei 1903 - Dessau, april 1945) was een Duitse saxofonist, componist, arrangeur en orkestleider, vooral actief in de jazz- en amusementsmuziek. Daarnaast componeerde hij ook enkele werken in het klassieke genre.

## Biografie
Hasenpflug werd geboren in een voorstad van Stuttgart, maar kreeg zijn muzikale vorming in Berlijn. Daarna vestigde hij zich als saxofonist en arrangeur en had daarmee succes. Hij maakte daarnaast naam als orkestleider en componist van schlagers en instrumentale nummers. Met zijn orkest werd hij een van de belangrijkste vertolkers van de Duitse swingmuziek in de jaren dertig. In 1936 trouwde hij met Liselotte Schwedler, die daarna veel teksten voor zijn liedjes schreef. 
Hij trad in dienst bij de de grammofoonplatenfirma Tempo Schallplatten, die in 1937 in Berlijn-Wilmersdorf was opgericht en die een kweekvijver zou blijken voor aanstormend talent in de lichte muziek. Hasenpflug werkte er samen met onder meer Horst Winter, ook als saxofonist in diens orkest. Winter was een van die talenten die pas na de Tweede Wereldoorlog echt naam maakte. Curt Hasenpflug maakte ook zelf platen, zowel als solist als met een eigen orkest.  
De accordeonist Fred Dömpke haalde Hasenpflug over ook voor zijn instrument te gaan schrijven. Dat leverde diverse composities op.  Hasenpflug bleef tot oktober 1941 werkzaam voor Tempo en richtte zich daarna vooral op de Deutschlandsender. Hier werd hij arrangeur en saxofonist bij het orkest van Willi Stech en het Deutsche Tanz- und Unterhaltungsorchester. 
Hij probeerde zijn geluk ook in de klassieke muziek. Een concertino voor piano en klein orkest werd ook na 1945 nog gespeeld. Het is geschreven in een stijl die soms tegen die van Hindemith aanleunt, maar ook elementen van de amusementsmuziek in zich heeft. 
Anders dan sommige van zijn collega's lukte het Hasenpflug niet om op de Gottbegnadeten-Liste van het Reichsministerium für Volksaufklärung und Propaganda te komen. Kort voor het einde van de oorlog werd hij opgeroepen voor de Wehrmacht, waar hij als aspirant-officier werd ingelijfd. Hij stierf onder niet opgehelderde omstandigheden in of in de omgeving van Dessau, in de periode tussen 14 en 21 april 1945.

## Werken
Hasenpflug schreef tal van vocale en instrumentale stukken. Bekend werd zijn Lanserlied, dat nog in de jaren vijftig door Fritz Wunderlich op de plaat werd gezet. Andere composities zijn onder meer: Mach doch beim küssen deine Augen zu, Traum, hülle mich ein, Pünktchen, Der lustige Postillon, Ciribiribin en Der arme Musikant.
In het licht-klassieke genre componeerde Curt Hasenpflug naast een pianoconcertino ook de Kastilianische Romanze en de rapsodie Atlantropa. Beide werken zijn geschreven voor piano en orkest en ontstonden begin jaren veertig.